# Velká cena Číny silničních motocyklů 2007
Velká cena Číny se uskutečnila od 4.-6. května, 2007 na okruhu Shanghai International Circuit.

## Moto GP
| Pos | #  | Jezdec           | Stroj    | Kola | Čas       | Rošt | Body |
| --- | -- | ---------------- | -------- | ---- | --------- | ---- | ---- |
| 1   | 27 | Casey Stoner     | Ducati   | 22   | 44:12.891 | 4    | 25   |
| 2   | 46 | Valentino Rossi  | Yamaha   | 22   | +3.036    | 1    | 20   |
| 3   | 21 | John Hopkins     | Suzuki   | 22   | +6.663    | 2    | 16   |
| 4   | 26 | Daniel Pedrosa   | Honda    | 22   | +14.090   | 5    | 13   |
| 5   | 33 | Marco Melandri   | Honda    | 22   | +17.276   | 6    | 11   |
| 6   | 65 | Loris Capirossi  | Ducati   | 22   | +26.256   | 14   | 10   |
| 7   | 71 | Chris Vermeulen  | Suzuki   | 22   | +26.591   | 15   | 9    |
| 8   | 14 | Randy de Puniet  | Kawasaki | 22   | +27.025   | 7    | 8    |
| 9   | 66 | Alex Hofmann     | Ducati   | 22   | +28.108   | 11   | 7    |
| 10  | 7  | Carlos Checa     | Honda    | 22   | +32.957   | 13   | 6    |
| 11  | 5  | Colin Edwards    | Yamaha   | 22   | +35.053   | 3    | 5    |
| 12  | 1  | Nicky Hayden     | Honda    | 22   | +37.327   | 9    | 4    |
| 13  | 50 | Sylvain Guintoli | Yamaha   | 22   | +50.705   | 17   | 3    |
| 14  | 4  | Alex Barros      | Ducati   | 22   | +55.264   | 8    | 2    |
| 15  | 10 | Kenny Roberts Jr | KR212V   | 22   | +57.736   | 16   | 1    |
| Ret | 56 | Shinya Nakano    | Honda    | 3    | Nehoda    | 10   |      |
| Ret | 6  | Makoto Tamada    | Yamaha   | 3    | Nehoda    | 18   |      |
| Ret | 24 | Toni Elías       | Honda    | 0    | Nehoda    | 12   |      |

## 250cc

### Kvalifikace
| *                                                | *                                                 | *                                                 | *                                                   |
| _______1_______ Jorge Lorenzo Aprilia 2:04.543   |                                                   |                                                   |                                                     |
|                                                  | _______2_______ Hector Barbera Aprilia 2:05.285   |                                                   |                                                     |
|                                                  |                                                   | _______3_______ Mika Kallio KTM 2:05.416          |                                                     |
|                                                  |                                                   |                                                   | _______4_______ Julian Simon Honda 2:05.587         |
| _______5_______ Andrea Dovizioso Honda 2:05.595  |                                                   |                                                   |                                                     |
|                                                  | _______6_______ Alvaro Bautista Aprilia 2:05.650  |                                                   |                                                     |
|                                                  |                                                   | _______7_______ Thomas Lüthi Aprilia 2:05.718     |                                                     |
|                                                  |                                                   |                                                   | _______8_______ Alex de Angelis Aprilia 2:05.938    |
| _______9_______ Shuhei Aoyama Honda 2:06.489     |                                                   |                                                   |                                                     |
|                                                  | _______10_______ Marco Simoncelli Gilera 2:06.778 |                                                   |                                                     |
|                                                  |                                                   | _______11_______ Hiroshi Aoyama KTM 2:06.914      |                                                     |
|                                                  |                                                   |                                                   | _______12_______ Fabrizio Lai Aprilia 2:07.037      |
| _______13_______ Anthony West Aprilia 2:07.711   |                                                   |                                                   |                                                     |
|                                                  | _______14_______ Dirk Heidolf Aprilia 2:07.772    |                                                   |                                                     |
|                                                  |                                                   | _______15_______ Aleix Espargaro Aprilia 2:07.792 |                                                     |
|                                                  |                                                   |                                                   | _______16_______ Ratthapark Wilairot Honda 2:07.892 |
| _______17_______ Alex Baldolini Aprilia 2:08.527 |                                                   |                                                   |                                                     |
|                                                  | _______18_______ Imre Toth Aprilia 2:08.575       |                                                   |                                                     |
|                                                  |                                                   | _______19_______ Jules Cluzel Aprilia 2:08.589    |                                                     |
|                                                  |                                                   |                                                   | _______20_______ Karel Abraham Aprilia 2:08.637     |
| _______21_______ Eugene Laverty Honda 2:08.713   |                                                   |                                                   |                                                     |
|                                                  | _______22_______ Taro Sekiguchi Aprilia 2:09.106  |                                                   |                                                     |
|                                                  |                                                   | _______23_______ Arturo Tizon Aprilia 2:09.274    |                                                     |
|                                                  |                                                   |                                                   | _______24_______ Jin Xiao Yamaha 2:12.202           |
| ------------------------------------------------ | ------------------------------------------------- | ------------------------------------------------- | --------------------------------------------------- |

### Závod
| Pos | #  | Jezdec              | Stroj   | Kola | Čas       | Rošt | Body |
| --- | -- | ------------------- | ------- | ---- | --------- | ---- | ---- |
| 1   | 1  | Jorge Lorenzo       | Aprilia | 21   | 44:17.095 | 1    | 25   |
| 2   | 19 | Álvaro Bautista     | Aprilia | 21   | +3.904    | 6    | 20   |
| 3   | 34 | Andrea Dovizioso    | Honda   | 21   | +5.031    | 5    | 16   |
| 4   | 3  | Alex de Angelis     | Aprilia | 21   | +6.560    | 8    | 13   |
| 5   | 36 | Mika Kallio         | KTM     | 21   | +10.248   | 3    | 11   |
| 6   | 80 | Héctor Barberá      | Aprilia | 21   | +10.502   | 2    | 10   |
| 7   | 60 | Julián Simón        | Honda   | 21   | +10.832   | 4    | 9    |
| 8   | 12 | Thomas Luthi        | Aprilia | 21   | +30.484   | 7    | 8    |
| 9   | 4  | Hiroshi Aoyama      | KTM     | 21   | +32.895   | 11   | 7    |
| 10  | 32 | Fabrizio Lai        | Aprilia | 21   | +50.977   | 12   | 6    |
| 11  | 41 | Aleix Espargaró     | Aprilia | 21   | +51.699   | 15   | 5    |
| 12  | 8  | Ratthapark Wilairot | Honda   | 21   | +53.036   | 17   | 4    |
| 13  | 14 | Anthony West        | Aprilia | 21   | +1:01.663 | 13   | 3    |
| 14  | 44 | Taro Sekiguchi      | Aprilia | 21   | +1:14.603 | 23   | 2    |
| 15  | 9  | Arturo Tizón        | Aprilia | 21   | +1:14.754 | 24   | 1    |
| 16  | 16 | Jules Cluzel        | Aprilia | 21   | +1:39.890 | 20   |      |
| 17  | 50 | Eugene Laverty      | Honda   | 21   | +1:47.005 | 22   |      |
| 18  | 10 | Imre Toth           | Aprilia | 21   | +1:50.516 | 19   |      |
| 19  | 63 | Jin Xiao            | Yamaha  | 20   | +1 kolo   | 26   |      |
| Ret | 58 | Marco Simoncelli    | Gilera  | 13   | Nehoda    | 10   |      |
| Ret | 25 | Alex Baldolini      | Aprilia | 12   | Nehoda    | 18   |      |
| Ret | 17 | Karel Abraham       | Aprilia | 10   | Porucha   | 21   |      |
| Ret | 73 | Shuhei Aoyama       | Honda   | 8    | Nehoda    | 9    |      |
| Ret | 28 | Dirk Heidolf        | Aprilia | 2    | Porucha   | 14   |      |
| DNS | 55 | Yuki Takahashi      | Honda   |      |           | 16   |      |
| DNS | 62 | Shi Zhao Huang      | Yamaha  |      |           | 25   |      |

### Průběžná klasifikace jezdců a továren
| Pos | #  | Jezdec           | Stroj   | Body |
| --- | -- | ---------------- | ------- | ---- |
| 1   | 1  | Jorge Lorenzo    | Aprilia | 95   |
| 2   | 34 | Andrea Dovizioso | Honda   | 68   |
| 3   | 3  | Alex de Angelis  | Aprilia | 59   |
| 4   | 19 | Alvaro Bautista  | Aprilia | 56   |
| 5   | 80 | Hector Barbera   | Aprilia | 34   |
| 6   | 12 | Thomas Lüthi     | Aprilia | 32   |
| 7   | 60 | Julian Simon     | Honda   | 26   |
| 8   | 36 | Mika Kallio      | KTM     | 21   |
| 9   | 32 | Fabrizio Lai     | Aprilia | 21   |
| 10  | 4  | Hiroshi Aoyama   | KTM     | 17   |

| Pos | Továrna | Body |
| --- | ------- | ---- |
| 1   | Aprilia | 95   |
| 2   | Honda   | 68   |
| 3   | KTM     | 31   |
| 4   | Gilera  | 17   |

## 125cc
| Pos | #  | Jezdec             | Stroj   | Kola | Čas       | Rošt | Body |
| --- | -- | ------------------ | ------- | ---- | --------- | ---- | ---- |
| 1   | 52 | Lukáš Pešek        | Derbi   | 19   | 42:25.923 | 3    | 25   |
| 2   | 55 | Héctor Faubel      | Aprilia | 19   | +0.187    | 2    | 20   |
| 3   | 12 | Esteve Rabat       | Honda   | 19   | +0.481    | 12   | 16   |
| 4   | 14 | Gábor Talmácsi     | Aprilia | 19   | +0.782    | 4    | 13   |
| 5   | 24 | Simone Corsi       | Aprilia | 19   | +1.140    | 7    | 11   |
| 6   | 33 | Sergio Gadea       | Aprilia | 19   | +1.191    | 6    | 10   |
| 7   | 60 | Michael Ranseder   | Derbi   | 19   | +2.375    | 9    | 9    |
| 8   | 38 | Bradley Smith      | Honda   | 19   | +2.400    | 5    | 8    |
| 9   | 44 | Pol Espargaro      | Aprilia | 19   | +2.717    | 18   | 7    |
| 10  | 75 | Mattia Pasini      | Aprilia | 19   | +3.423    | 1    | 6    |
| 11  | 29 | Andrea Iannone     | Aprilia | 19   | +8.360    | 15   | 5    |
| 12  | 35 | Raffaele De Rosa   | Aprilia | 19   | +8.640    | 11   | 4    |
| 13  | 7  | Alexis Masbou      | Honda   | 19   | +12.680   | 22   | 3    |
| 14  | 63 | Mike Di Meglio     | Honda   | 19   | +16.671   | 23   | 2    |
| 15  | 8  | Lorenzo Zanetti    | Aprilia | 19   | +16.777   | 21   | 1    |
| 16  | 22 | Pablo Nieto        | Aprilia | 19   | +24.444   | 13   |      |
| 17  | 53 | Simone Grotzkyj    | Aprilia | 19   | +27.337   | 25   |      |
| 18  | 11 | Sandro Cortese     | Aprilia | 19   | +32.924   | 10   |      |
| 19  | 6  | Joan Olivé         | Aprilia | 19   | +35.029   | 14   |      |
| 20  | 20 | Roberto Tamburini  | Aprilia | 19   | +36.883   | 17   |      |
| 21  | 77 | Dominique Aegerter | Aprilia | 19   | +46.084   | 28   |      |
| 22  | 37 | Joey Litjens       | Honda   | 19   | +46.456   | 29   |      |
| 23  | 99 | Daniel Webb        | Honda   | 19   | +48.131   | 30   |      |
| 24  | 13 | Dino Lombardi      | Honda   | 19   | +1:08.983 | 31   |      |
| 25  | 56 | Hugo van den Berg  | Aprilia | 19   | +1:09.714 | 32   |      |
| 26  | 95 | Robert Muresan     | Derbi   | 19   | +1:50.417 | 26   |      |
| 27  | 34 | Randy Krummenacher | KTM     | 18   | +1 kolo   | 24   |      |
| Ret | 71 | Tomoyoshi Koyama   | KTM     | 18   | Porucha   | 8    |      |
| Ret | 15 | Federico Sandi     | Aprilia | 9    | Porucha   | 19   |      |
| Ret | 27 | Stefano Bianco     | Aprilia | 8    | Nehoda    | 20   |      |
| Ret | 18 | Nicolas Terol      | Derbi   | 1    | Nehoda    | 16   |      |
| Ret | 51 | Steve Bonsey       | KTM     | 1    | Nehoda    | 27   |      |